# Schatten der Nacht (1912)
Schatten der Nacht ist der Titel eines deutschen Abenteuer- und Kriminal-Stummfilms, den Harry Piel 1912 nach einem Drehbuch von William Kahn und mit Ludwig Trautmann als smartem Detektiv Kelly Brown für die Berliner Continental Kunstfilm GmbH realisiert hat. Er wurde auch unter dem Alternativtitel „Nachtschatten“ verliehen.

## Handlung
Der Film zeigt eine Verbrecherjagd. Mit einem Parseval-Luftschiff wird ein Schiff überholt.
In „Schatten der Nacht“ rast der Held, der Detektiv Kelly Brown, „mit einem Auto über die Landstraße, steigt von diesem in einen fahrenden Zug, vom fahrenden Zug in ein darüber fliegendes Flugzeug, von diesem hoch in den Lüften in die Gondel eines Zeppelins, und mitten über dem Ozean springt Brown schließlich auf einen Dampfer.“

## Produktionsnotizen
Die Produktion der von Walter Schmidthässler und Max Rittberger 1912 gegründeten 'Continental Kunstfilm GmbH Berlin' wurde von Willy Hameister fotografiert. Die Dreharbeiten dauerten über den Dezember 1912. Innenaufnahmen wurden in den Continental-Ateliers in Berlin, Chausseestr. 123 gedreht, Außendrehs gab es an der Nordsee sowie am Kalksee und in den Kalkbergen bei Rüdersdorf bei Berlin.
Der Film lag im Januar 1913 in einer Länge von 3 Akten (923 m) der Zensurbehörde vor.
Am 14. Februar 1913 wurde er in Berlin im Tauentzien-Palast uraufgeführt.
Die Verleihfassung hatte 4 Akte, war 1008 m lang und spielte, mit 18 BpS vorgeführt, 49 Minuten.
Die Reichsfilmzensur Berlin erließ über den Film unter der Nr. B 03407 am 28. Juni 1921 ein Jugendverbot.
Der Film wird erwähnt in
- Kinematograph No. 316, 1913
- Kinematograph No. 317, 1913
- Lichtbildbühne No. 3, 1913
- Lichtbildbühne No. 4, 1913
- Lichtbildbühne No. 6, 1913
- VUP, 14. Februar 1913

und ist registriert bei
- Lamprecht Vol. 12 No. 384

## Rezeption
Neben der Faszination, welche von den neu entwickelten Kommunikationsmöglichkeiten (Telefon, ‘Funkenruf’) ausging, war es die der durch Technik erweiterten Mobilität, die im Kino als Schauwert eingesetzt werden konnte, indem man ausgiebig Bahn- und Autofahrten, Schiffs- und Luftreisen mit Aeroplan und 'Zeppelin' in die Handlung einbaute. Das geschah vornehmlich in Abenteuer- und Kriminalfilmen, in denen sensationelle Verfolgungen handlungskonstitutiv waren.
„Piel nahm den Begriff ‘Movie’ wörtlich; bei ihm stand Bewegung als dramaturgisches Prinzip im Vordergrund, so daß es bei ihm zu einer Symbiose von Filmtechnik und Filminhalt kam. Ein besonderes Element bildeten dabei die bis ins Absurde übersteigerten Verfolgungsjagden zu Lande, zu Wasser und in der Luft.“
Parzeval-Luftschiffe kamen vor 1914 öfters im Film vor. So spielte das auf den Namen „Charlotte“ getauft Parzeval-Luftschiff PL 12 in dem Spionagefilm „S 1“ von Urban Gad eine Rolle, in welchem Asta Nielsen zu sehen war.
Das Berliner Zeughauskino im Historischen Museum zeigte in seinem 'S wie Sonderprogramm' „Chance Kurzfilm“ am Dienstag, 27. Oktober 2015 um 20.00-00.00 Uhr ein viragiertes Fragment aus dem Film.
Die im Archiv der Deutschen Kinemathek / Museum für Film und Fernsehen bewahrte 35 mm Positivkopie hat eine Länge von 264 m.